# Papilio maackii

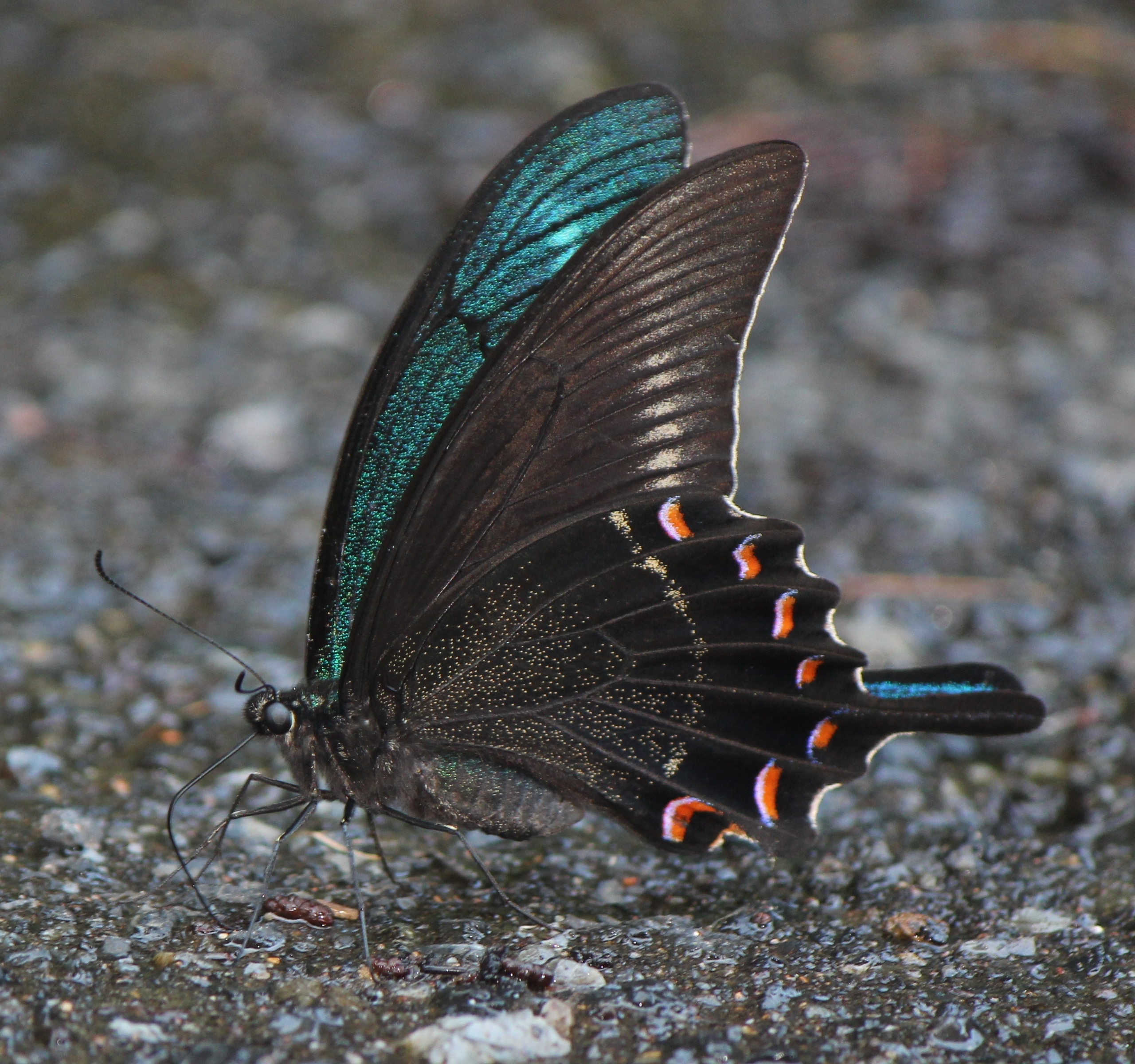
Flügelunterseite eines Männchens

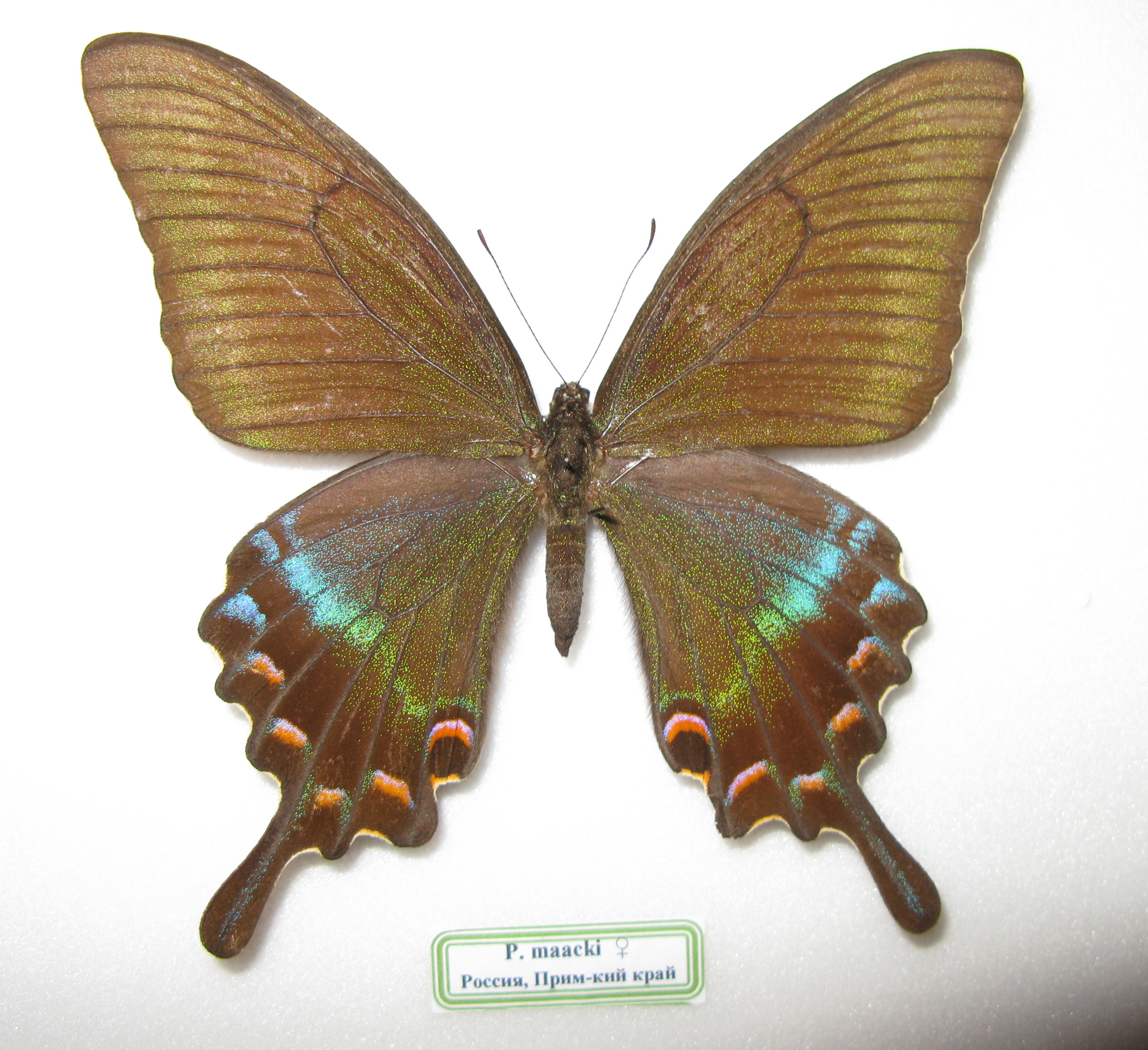
Präparat eines Weibchens

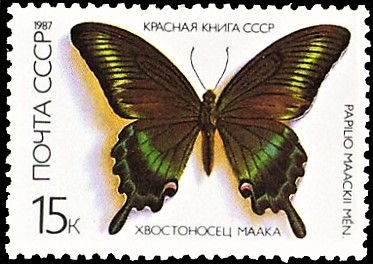
Russische Briefmarke

Papilio maackii ist ein in Asien vorkommender Schmetterling (Tagfalter) aus der Familie der Ritterfalter (Papilionidae). Das Art-Epitheton ehrt den russischen Naturforscher Richard Karlowitsch Maack.

## Merkmale

### Falter
Die Flügelspannweite der Falter beträgt 120 bis 140 Millimeter. Die Art zeichnet sich durch einen leichten Sexualdimorphismus aus. Bei den Männchen ist die Vorderflügeloberseite schwarz, die je nach Lichteinfall jedoch kräftig grünlich, türkis oder bläulich schimmert und mit dunklen Adern durchzogen ist. Die Hinterflügeloberseite schillert blau bis türkis und ist in der Submarginalregion verdunkelt. Am Außenrand verläuft eine Reihe von dunklen Bogenflecken. Nahe dem Apex befindet sich ein Augenfleck. Die Weibchen ähneln den Männchen, schimmern schwächer und unterscheiden sich durch einige hell gefärbte Zeichnungselemente sowie ein rötliches Fleckenband am Außenrand der Hinterflügel. Alle Zeichnungen der Oberseite scheinen auf die Flügelunterseiten hindurch, schillern jedoch geringer. Exemplare der Sommergeneration sind größer und dunkler gefärbt. Die Hinterflügel tragen breite Schwanzfortsätze.

### Raupe
Ausgewachsene Raupen sind grün gefärbt, am vorderen Körperbereich verdickt, zeigen gelbe oder graue Querstreifen und haben hinter dem Kopf auf jeder Seite zwei Augenflecke, welche zur Abwehr von Fressfeinden zu verstehen sind. Am Körperende befinden sich außerdem zwei gelbliche Spitzen.

### Ähnliche Arten
- Papilio arcturus unterscheidet sich durch einen azurblauen Bereich auf der Hinterflügeloberseite.
- Papilio bianor ist im Gesamterscheinungsbild in der Regel blasser und zeichnungsärmer.

## Verbreitung, Unterarten und Lebensraum
Die Art kommt im Südosten Russlands sowie in Korea, Japan und dem Nordosten Chinas vor und besiedelt bevorzugt Laub- oder Nadelwälder sowie gebüschreiche bergige Regionen. Neben der im Amur- und Ussuri-Gebiet heimischen Nominatform Papilio maackii maackii sind drei weitere Unterarten bekannt:
- Papilio maackii han (Yoshino, 1997), in China
- Papilio maackii jezoensis Matsumura 1927 in Japan
- Papilio maacki tutanus Fenton 1882, auf Sachalin und den Kurilen[3]

## Lebensweise
Die Falter fliegen in zwei Generationen von April bis Juni sowie von Juli bis September, zuweilen auch in drei Generationen. Sie besuchen im Frühjahr gerne die Blüten von Obstbäumen sowie im Sommer diejenigen von Rosen- oder Lilienarten, um Nektar aufzunehmen. Die Männchen saugen in großen Gruppen auch vielfach Flüssigkeiten an Bach- oder Flussufern. Die Raupen ernähren sich in erster Linie von den Blättern verschiedener Rautengewächse (Rutaceae), beispielsweise vom Amur-Korkbaum (Phellodendron amurense). Die zweite Generation überwintert als Puppe.

## Trivia
Die russische Post gab im Jahr 1987 eine Briefmarke heraus, die Papilio maackii zeigt.